# Piec chlebowy

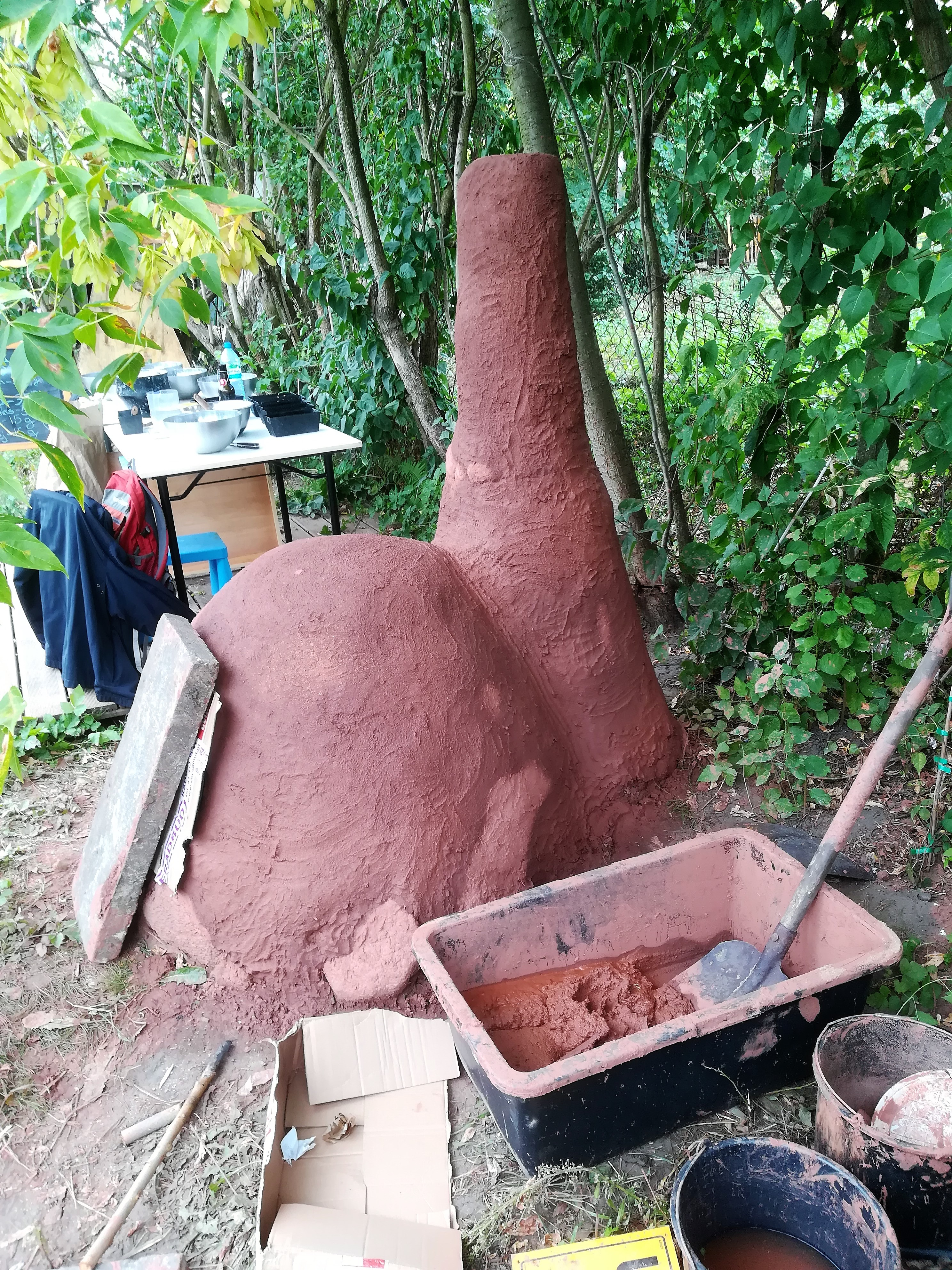
Współczesny, prymitywny piec chlebowy z gliny

Piec chlebowy – piec (często budowany na zewnątrz domostwa lub wolnostojący) przeznaczony do wypieku chleba, opalany najczęściej drewnem lub węglem drzewnym.

## Historia
W początkowej fazie swojej historii chleb miał formę płaskich placków lub kołaczy, a pierwsze piece do jego wypieku pojawiły się w starożytnym Egipcie, a potem (za pośrednictwem Greków) w Rzymie, w okresie  panowania Oktawiana Augusta (zamknięte z łukowatymi stropami). Z czasem chleb przybrał kształt bochna i powstawał głównie poprzez pieczenie w popiele, a potem na rozgrzanych kamieniach, rusztach, czy blachach. Egipskie piece miały stożkowaty kształt i były obudowane cegłami. Rozwijany w Europie w kolejnych wiekach był rzymski typ pieca, zamknięty i wyposażony w łukowy strop. Tradycyjne piece chlebowe budowane były w przeszłości przede wszystkim z gliny i słomy. Wykorzystywane były również inne materiały, np. szamot, kamień, a obecnie również beton.
Współcześnie piece chlebowe powstają w domach, ogrodach przydomowych, restauracjach i pełnią różne funkcje, także wędzarnicze.

## Budowa
Centralnym elementem pieca chlebowego jest komora z paleniskiem (tzw. tłem) osadzona, w przypadku obiektu wolnostojącego, na fundamencie. Wnętrze ma najczęściej kształt zbliżony do owalu i jest zwieńczone kopułą zbudowaną na planie łuku, co zapewnia równomierna nagrzewanie wnętrza. Dym odprowadzany jest przez komin usytuowany z boku lub z przodu pieca, choć istnieją konstrukcje bez kominów. Niektóre z pieców chlebowych posiadały konstrukcję dachową (np. drewnianą, krytą dachówkami).

## Galeria

Piece chlebowe na świecie
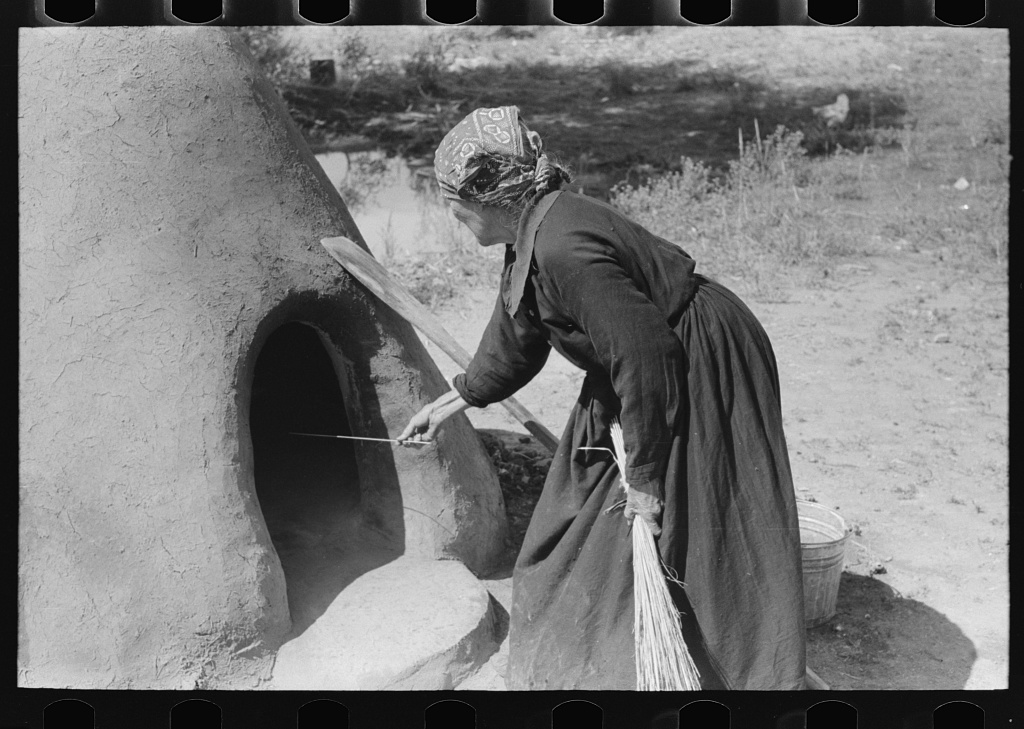
Piec na terenie Nowego Meksyku (USA)
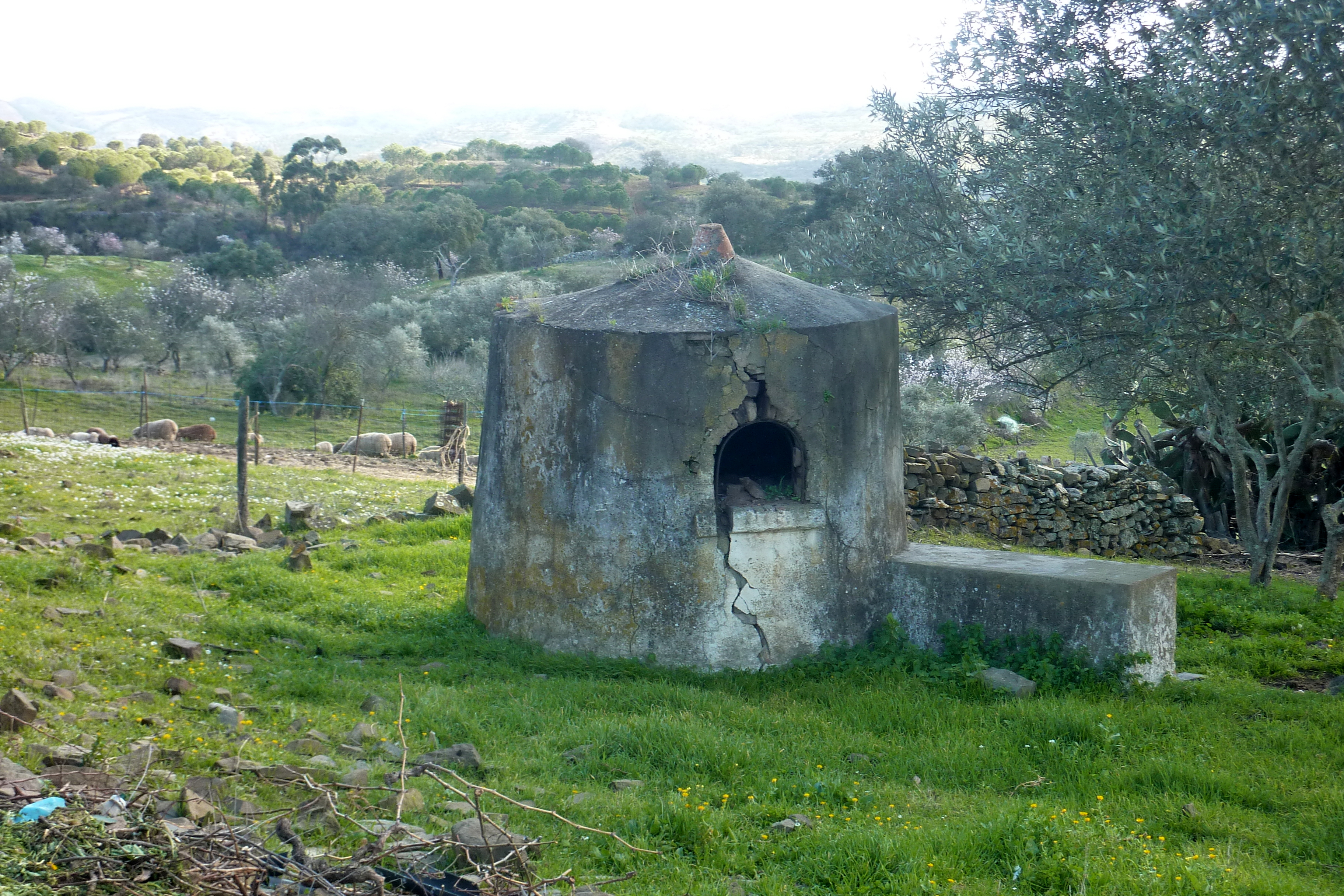
Piec w Algarve (Portugalia)
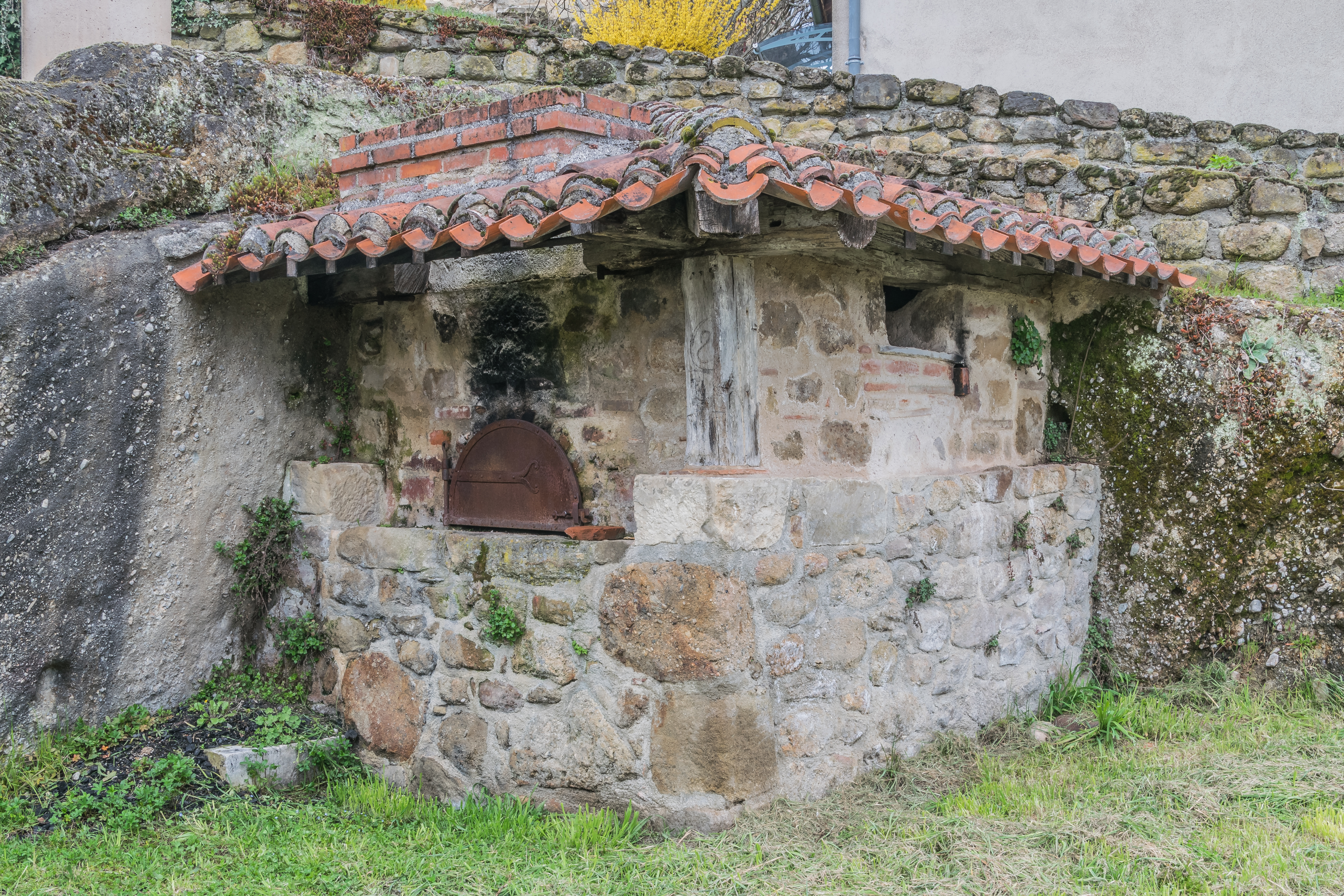
Budynek pieca we francuskim Aubin
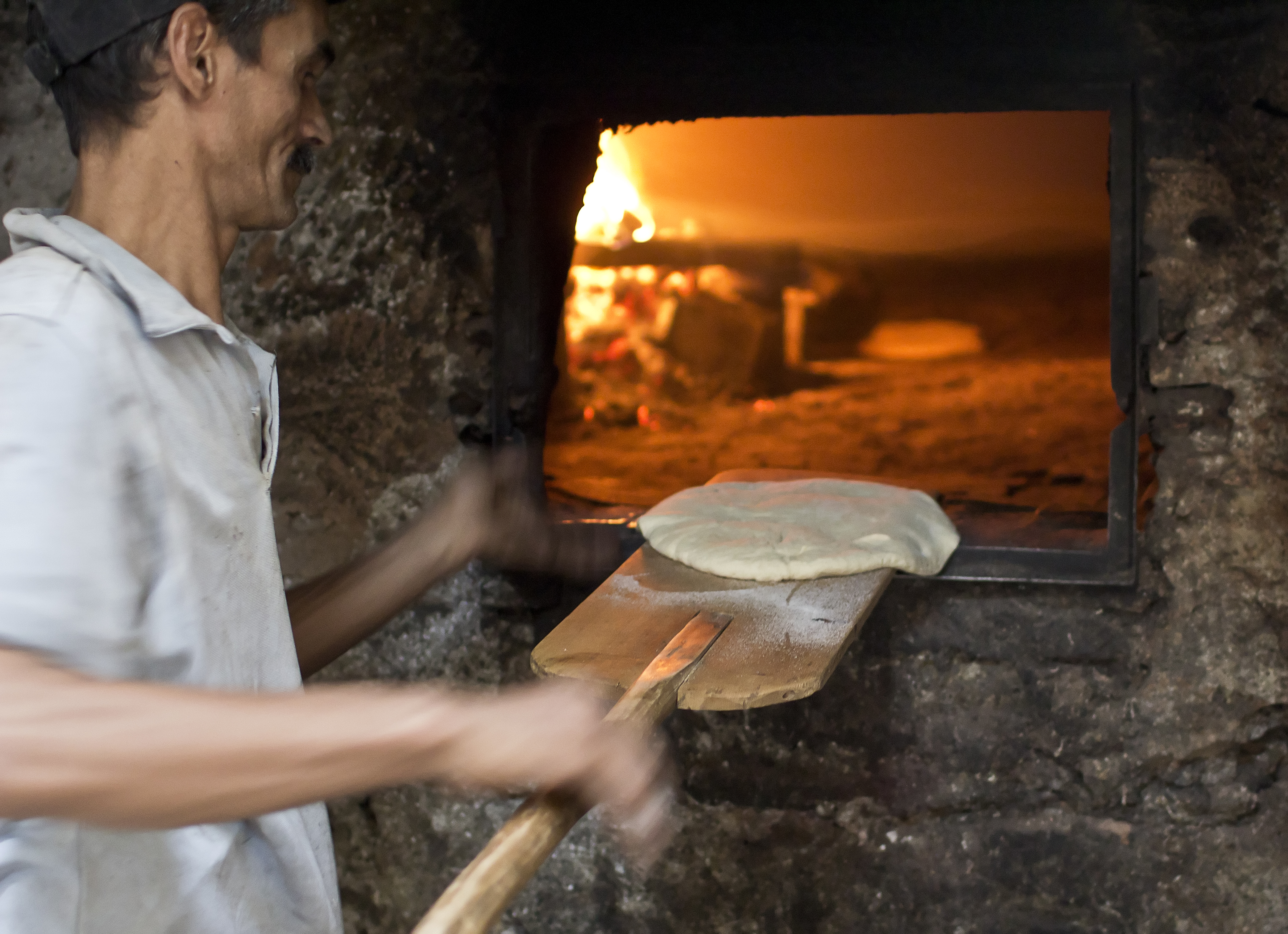
Wypiek chleba khobz w Maroku

Piece chlebowe w Polsce
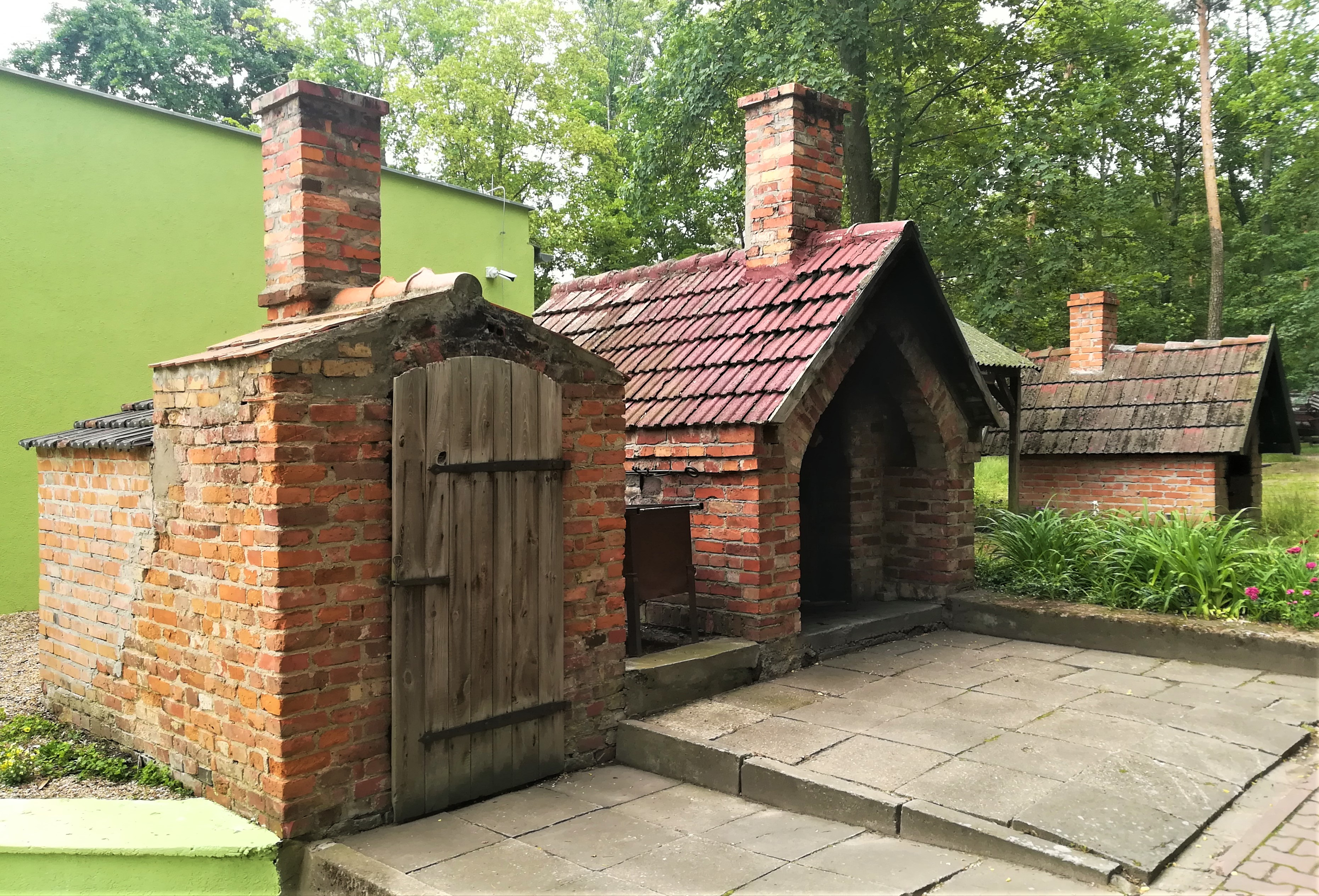
Piece w zbiorach Muzeum Rolnictwa w Szreniawie
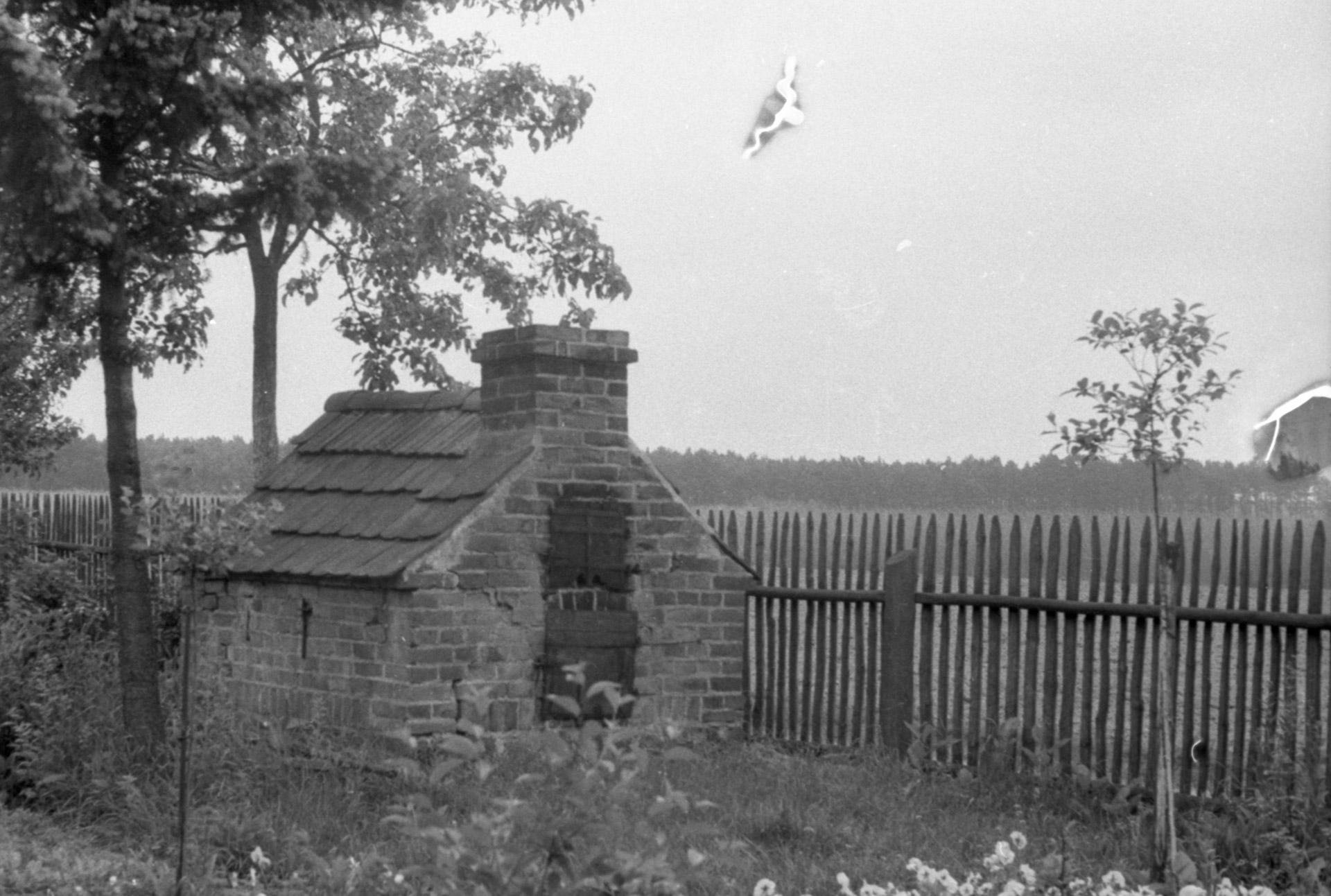
Piec ceglany in situ w Dakowach Suchych (1961)
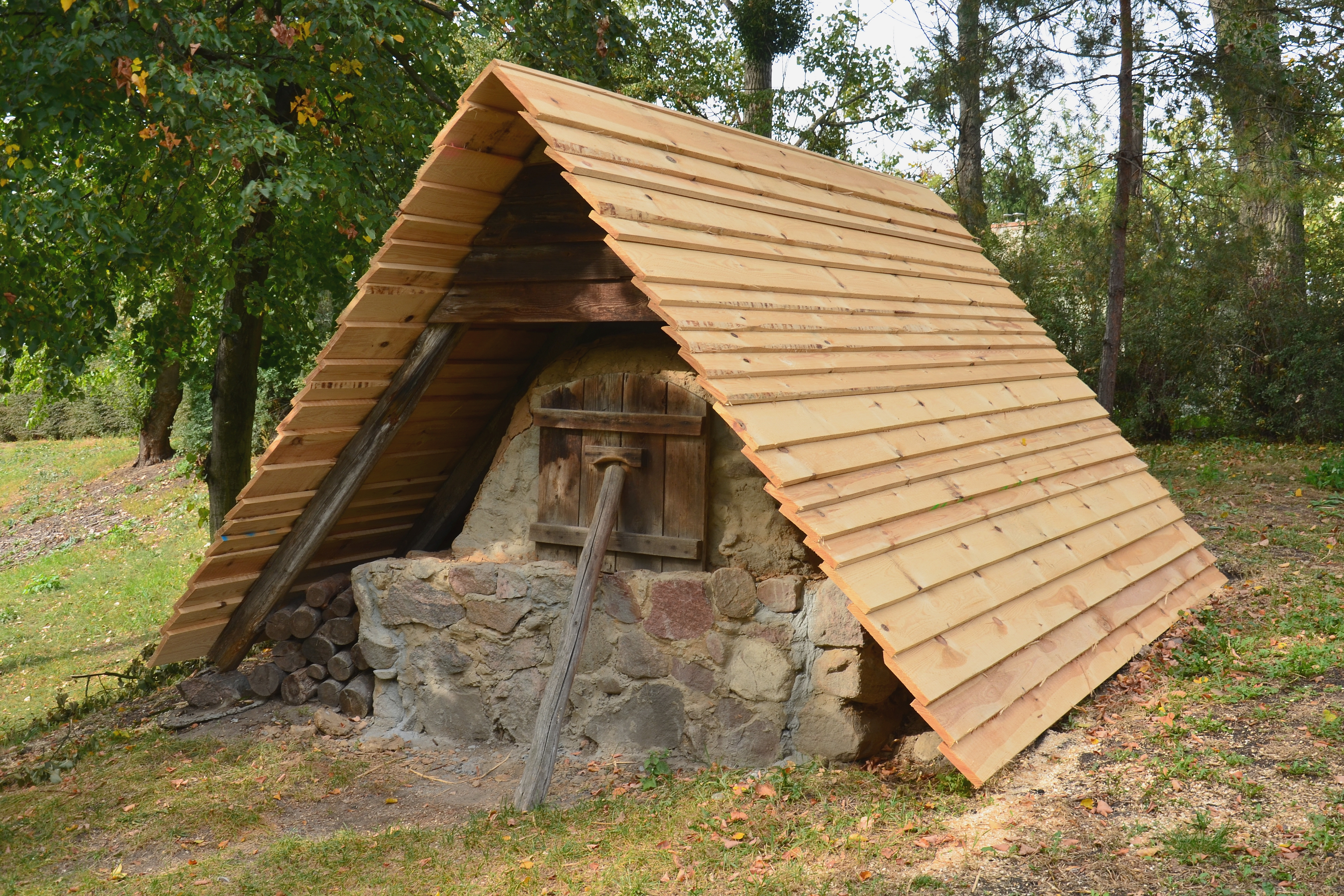
Rekonstrukcja pieca z końca XIX w. (Skansen w Toruniu)
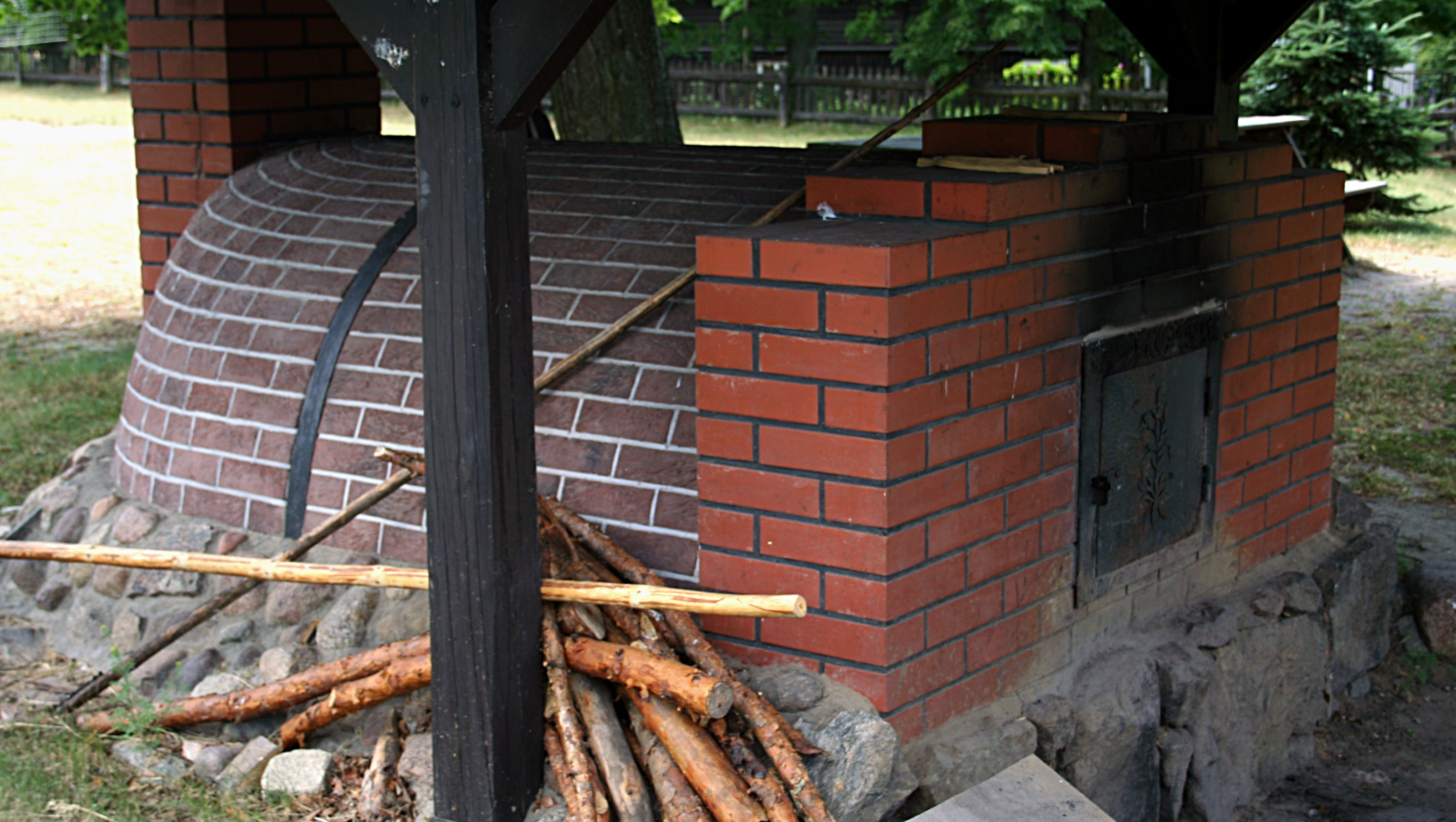
Współczesny piec wolnostojący